# سرچشمه (شیروان)
سرچشمه روستایی در دهستان حومه بخش مرکزی شهرستان شیروان استان خراسان شمالی ایران است.
همچنین خان بزرگ این روستا و منطقه حاج محمد خان مجرد ورگ است که نوه سردار محمد علی خان مجرد ورگ است.
سردار محمد علی خان کسی بود که در جریان شورش کرد های شمال خراسان در یک درگیری او و افرادش با  کلنل محمد تقی خان پسیان و نیرو هایش؛ او ،کلنل پسیان را در قوچان به ضرب گلوله به قتل رساند.

## جمعیت
بر پایه سرشماری عمومی نفوس و مسکن در سال ۱۳۹۵ جمعیت این مکان ۱۳۸ نفر (۵۸خانوار) بوده‌است.